# Tennis van A tot Z
Voor aanverwante overzichten zie:
- Lijst van mannelijke tennissers
- Lijst van vrouwelijke tennissers

## A
- All England Lawn Tennis and Croquet Club - Association of Tennis Professionals- ATP Awards - ATP Challenger Tour  - ATP Finals - ATP Rankings - ATP-seizoen - ATP Tour 250 - ATP  Tour 500 - Australian Open - Australian Openwinnaars

## B
- Babolat - Backhand - Break (tennis) - Bye

## C
- Canada TMS

## D
- Davis Cup - Davis Cupwinnaars - Deuce

## F
- Fed Cup (Federation Cup) - Fed Cupwinnaars - Flushing Meadows - Forehand

## G
- Game - Grand slam - Grandslamtoernooi - Gras (tennis) - Gravel

## H
- Hardcourt - Hawk-Eye - Hopman Cup

## I
- Indian Wells TMS - International Tennis Federation

## K
- Koninklijke Belgische Tennisbond - Koninklijke Nederlandse Lawn Tennis Bond - Kwalificant

## L
- Lijst van nummers 1 in het damestennis - Lijst van nummers 1 in het herentennis - Lijst van tennistermen - Lucky loser

## M

Het Magnuseffect op een bal met Topspin

- Magnuseffect - Masters Series Titels - Matchpoint - Melbourne Park

## O
- Tennis op de Olympische Zomerspelen - Tennis op de Olympische Zomerspelen 2004

## Q
- Qualifier

## R
- Racket - Rally (tennis) - Roland Garros - Roland Garroswinnaars - Rolstoeltennis

## S
- Serveren - Set - Smash - Smashcourt

## T
- Tapijt (tennis) - Tennis - Tennisbal - Tennis Hall of Fame - Tiebreak - Topspin - Toronto TMS

## U
- US Open - US Openwinnaars - USTA Billie Jean King National Tennis Center

## W
- Wildcard (sport) - Wilson Sporting Goods - Wimbledon - Wimbledonwinnaars - Women's Tennis Association - World Team Cup - WTA Finals - WTA-seizoen - WTA Tour Championships

## Y
- Yonex